# Oreana (Illinois)
Oreana est un village du comté de Macon dans l'Illinois, aux États-Unis,. Il est situé au nord-est du comté et de la ville de Decatur, le siège de comté. Le village est incorporé le 2 mars 1954.

## Démographie
Lors du recensement de 2010, le village comptait une population de 875 habitants. Elle est estimée, en 2016, à 828 habitants.

### Source de la traduction
- (en) Cet article est partiellement ou en totalité issu de l’article de Wikipédia en anglais intitulé « Oreana, Illinois » (voir la liste des auteurs).